# Municipi de Lyngby-Taarbæk
El municipi de Lyngby-Taarbæk  és un municipi danès situat al nord-est de l'illa de Sjælland, a la perifèria de Copenhaguen, abastant una superfície de 39 km². Amb la Reforma Municipal Danesa del 2007 va passar a formar part de la Regió de Hovedstaden, però no va ser afectat territorialment. El llac de Furesø és compartit amb els municipis de Rudersdal i Furesø
La seu administrativa del municipi és a Kongens Lyngby. Altres poblacions del municipi són:
- Brede
- Hjortekær
- Lundtofte
- Rådvad
- Sorgenfri
- Taarbæk
- Virum

## Consell municipal
Resultats de les eleccions del 18 de novembre del 2009:
| Partit                             | vots | % vots |
| ---------------------------------- | ---- | ------ |
| Socialdemokratiet                  | 5418 | 19,9   |
| Det Radikale Venstre               | 2502 | 9,2    |
| Det Konservative Folkeparti        | 4941 | 18,2   |
| Demokratisk Fornyelse i Lyngby-Taa | 79   | 0,3    |
| Socialistisk Folkeparti            | 5020 | 18,5   |
| Liberal Alliance                   | 120  | 0,4    |
| Dansk Folkeparti                   | 1588 | 5,8    |
| Lyngby-Taarbæk Listen              | 75   | 0,3    |
| Venstre                            | 6767 | 24,9   |
| Enhedslisten - De Rød-Grønne       | 667  | 2,5    |

### Alcaldes
| Alcalde               | Període               | Partit                      |
| --------------------- | --------------------- | --------------------------- |
| Rolf Aagaard-Svendsen | 1-1-2007 a 31-12-2009 | Det Konservative Folkeparti |
| Søren P. Rasmussen    | 1-1-2010 a 31-12-2013 | Venstre                     |